# Modelo lineal general
El modelo lineal general o modelo de regresión multivariante es un modelo estadístico lineal. Puede ser escrito como
{\displaystyle \mathbf {Y} =\mathbf {X} \mathbf {B} +\mathbf {U} ,}
donde {\displaystyle \mathbf {Y} } es una matriz con observaciones de las variables dependientes (siendo cada columna un conjunto de observaciones de una de las variables), {\displaystyle \mathbf {X} }es una matriz con observaciones de las variables independientes (siendo cada columna un conjunto de observaciones de una de las variables), {\displaystyle \mathbf {B} } es una matriz con parámetros (que, habitualmente, hay que estimar), y {\displaystyle \mathbf {U} } es una matriz con errores (ruido). Generalmente, se asume que los errores están incorrelacionados y que siguen una distribución normal multivariante.
El modelo lineal general incluye varios modelos estadísticos diferentes: ANOVA, ANCOVA, MANOVA, MANCOVA, regresión lineal ordinaria, t-test y F-test. El modelo lineal general es una generalización de la regresión lineal múltiple al caso de más de una variable dependiente. Si {\displaystyle \mathbf {Y} }, {\displaystyle \mathbf {B} } y {\displaystyle \mathbf {U} } fueran vectores columna, la ecuación matricial anterior representaría un modelo de regresión lineal múltiple.
Los test de hipótesis con el modelo lineal general pueden realizarse de dos formas: multivariantes o como varios test univariantes independientes.

## Comparación con la regresión lineal múltiple
La regresión lineal múltiple es una generalización de la regresión lineal simple al caso de más de una variable independiente, y es un caso particular del modelo lineal general, restringido a una única variable dependiente. El modelo básico de regresión lineal múltiple es
{\displaystyle Y_{i}=\beta _{0}+\beta _{1}X_{i1}+\beta _{2}X_{i2}+\ldots +\beta _{p}X_{ip}+\epsilon _{i}}
para cada observación {\displaystyle i=1,\ldots ,n}.
En la fórmula anterior consideramos n observaciones de una variable dependiente y de p variables independientes. Así, {\displaystyle Y_{i}} es la {\displaystyle i}-ésima observación de la variable dependiente, y {\displaystyle X_{ij}} es la observación {\displaystyle i}-ésima de la variable independiente {\displaystyle j}-ésima, {\displaystyle j=1,\ldots ,p}. Los valores {\displaystyle \beta _{j}} representan parámetros a estimar, y las variables {\displaystyle \epsilon _{i}} son los errores normales independientes e idénticamente distribuidos.
En el modelo lineal general, en cambio, hay una ecuación como la anterior para cada una de las {\displaystyle m\geq 1} variables dependientes, y todas ellas comparten el mismo conjunto de variables explicativas y por tanto son estimadas simultáneamente unas con otras:
{\displaystyle Y_{ij}=\beta _{0j}+\beta _{1j}X_{i1}+\beta _{2j}X_{i2}+\ldots +\beta _{pj}X_{ip}+\epsilon _{ij}}
para cada observación indexada por {\displaystyle i=1,\ldots ,n} y para cada variable dependiente indexada por {\displaystyle j=1,\ldots ,m}.